# Halmesricht
Halmesricht ist ein Dorf und ein Gemeindeteil von Weiden in der Oberpfalz.

## Geografie
Der Ort Halmesricht liegt in Weidener Stadtteil Neunkirchen. Vom Pfarrdorf Neunkirchen ist Halmesricht etwa einen Kilometer entfernt.

### Entfernung zu Städten
| Bayreuth (50 Kilometer) | Hof (75 Kilometer)                          | Cheb (Eger) Tschechien (50 Kilometer) |
| Nürnberg (80 Kilometer) | Kompassrose, die auf Nachbargemeinden zeigt | Pilsen (Tschechien) (90 Kilometer)    |
| Amberg (30 Kilometer)   | Regensburg (70 Kilometer)                   | Cham (Oberpfalz) (60 Kilometer)       |

### Landesplanung
Der Ort befindet sich in der Planungsregion Oberpfalz-Nord (6). Er ist Ortsteil von deren Oberzentrum.

### Verkehr

#### Straßenverkehr im Ort
Durch den Ort Halmesricht selbst läuft nicht viel Verkehr:
- Straße zur Staatsstraße 2166
  - Verbindung nach Weiden
  - Verbindung nach Mantel
- Straße zur Mallersrichter Straße
  - Verbindung mit Mallersricht
  - Verbindung mit Neunkirchen
- Zahlreiche Feldwege (z. B. nach Frauenricht; auf die Schulleite oder in das Waldgebiet "Auf der Öd")

#### Fernverkehr in Weiden
Halmesricht ist nahe der Stadt Weiden, welche für den Ort einige Anbindungen an den Fernverkehr bietet.
- Bundesautobahnen:
  - : ( Dresden – Chemnitz) – Autobahndreieck Hochfranken – Hof – Weiden – Schwandorf – Regensburg – Wolnzach/Autobahndreieck Holledau; über die  nach München.

- Bundesstraßen:
  -  : Würzburg – Bayreuth – Weiden – Cham
  -  : Bad Windsheim – Forchheim – Auerbach in der Oberpfalz – Weiden

#### Busverkehr
Im Ort selbst gibt es keine Bushaltestelle. Dennoch findet sich etwas außerhalb auf der Staatsstraße 2166 die Bushaltestelle Halmesricht Abzweig mit folgenden Verbindungen:
- Stadtbus Weiden[1]: bis 1/2  Stunden Takt
  - Linie 5A über Frauenricht nach Weiden
  - Linie 5B über Neunkirchen nach Weiden
- Regionalbus Linie 6278[2]
  - Richtung Weiden
    - 37 Mal an Schultagen

  - Richtung Mantel, Grafenwöhr, Eschenbach
    - 37 Mal an Schultagen

### Aufbau des Ortes

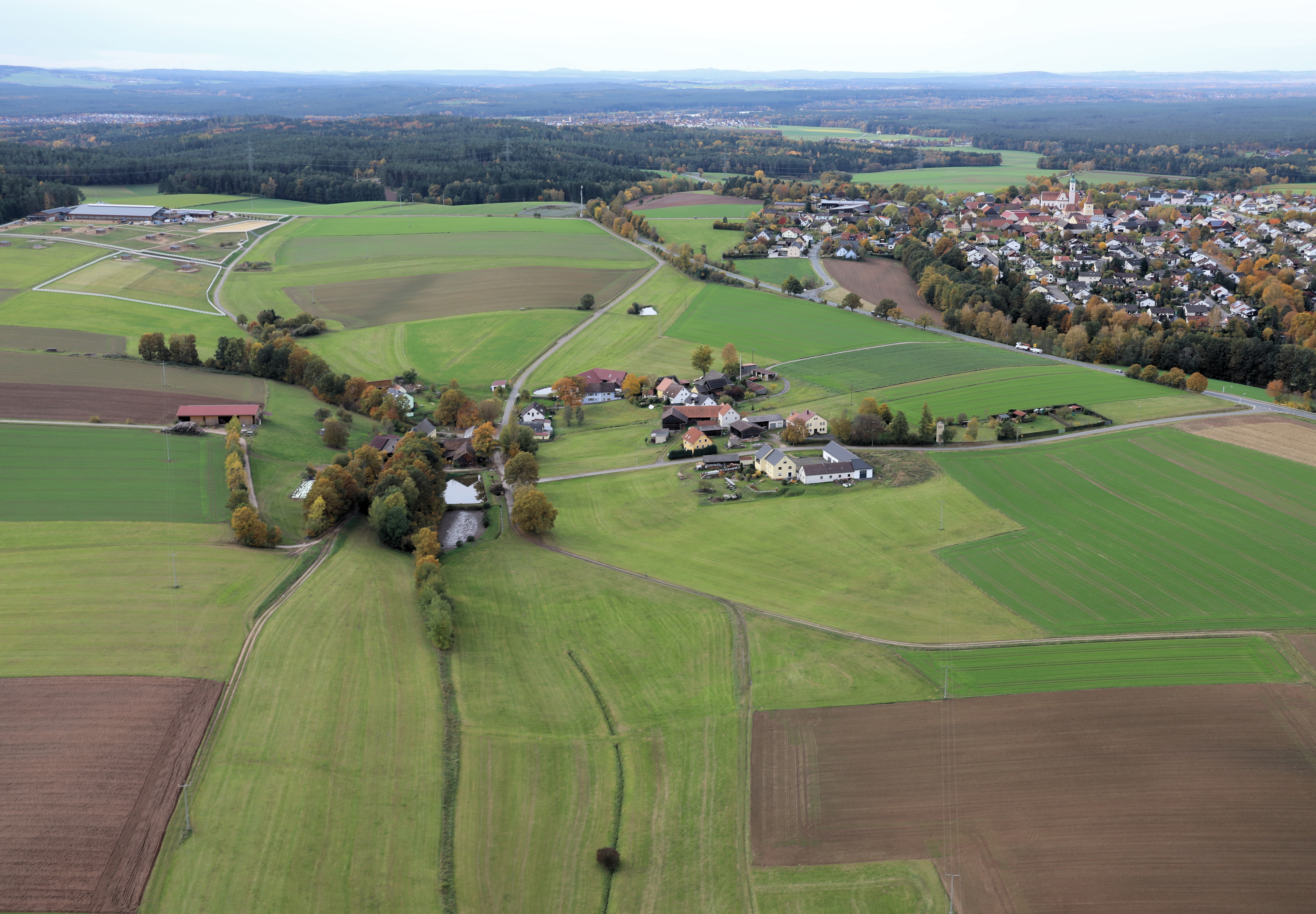
Halmesricht, Neunkirchen (2023)

#### Norden
- Straße von Staatsstraße 2166 bis Halmesricht
- Gartensiedlung mit drei Parzellen
- Wohngebäude
  - Hausnummer 5 östlichst der Straße (ehemaliger Bauernhof)
  - Hausnummer 4 westlich der Straße (ehemaliger Bauernhof)
  - Hausnummer 4a westlich der Straße
  - Hausnummer 3 westlich der Straße, nur durch lange Einfahrt zu erreichen (ehemaliger Bauernhof)

#### Westen
- Straße von Mallersrichter Straße nach Halmesricht
- Private Dorfkapelle St. Georg
- Wohngebäude
  - Hausnummer 1: Wohngebäude mit Dreiseithof, lange Einfahrt, Weiher
  - Hausnummer 2, 2a
    - Private Dorfkapelle St. Georg
    - Hausnummer 2: ehemaliger Bauernhof (Dreiseithof)
    - Hausnummer 2a: Einfamilienhaus, sehr lange Einfahrt

#### Dorfmitte
- Spielplatz von Halmesricht
- Wohngebäude
  - Hausnummer 10: nördlich der Straße, Einfamilienhaus
  - Hausnummer 11: nördlich der Straße; Einfamilienhaus

#### Süden
- Sackgasse von Spielplatz
  - Anwesen Hausnummer 8 mit Scheune
  - Gartengrundstück neben Spielplatz

#### Osten
- Gebäude
  - Hausnummer 6 Wohngebäude
  - Bauernhof bei Hausnummer 6: Dreiseithof mit großem Scheunenkomplex
  - etwas außerhalb liegende Scheune
- Weiher
  - 2 Weiher, beide ungefähr 1000 Quadratmeter groß

## Geschichte
Der Ort  Halmesricht  wird im Jahr 1280 erstmals als „Hardmarsreuth“ genannt und wurde auch als „Hadmansried“ erwähnt. Im Jahre 1550 hat die Weidener Nikolaimesse Besitzungen in Halmesricht.
Im Jahre 1972 wird Halmesricht nach Weiden eingemeindet.
Im Dorf wird im Jahre 2002 die Privatkapelle St. Georg eingeweiht und im Jahre 2022 scheitern Pläne für die „Denkwelt“, diese sollte ein Zentrum für Künstliche Intelligenz werden.

### Einwohnerentwicklung von 1838 bis 1988
| Jahr | Einwohnerzahl | Wohngebäude | Wohnungen | Grundfläche | Rinder |
| ---- | ------------- | ----------- | --------- | ----------- | ------ |
| 1838 | 13            | 3           |           |             |        |
| 1877 | 66            | 40          |           |             | 98     |
| 1914 | 53            | 9           |           |             |        |
| 1928 | 55            | 9           |           |             |        |
| 1950 | 114           | 14          |           |             |        |
| 1961 | 9             | 49          |           |             |        |
| 1973 | 41            |             |           |             |        |
| 1987 | 33            | 9           | 10        |             |        |
| 1988 | 65            | 9           |           |             |        |